# Paweł Wilkowicz
Paweł Wilkowicz (ur. 14 kwietnia 1979 w Lublinie) – polski dziennikarz sportowy.

## Życiorys
Pochodzi z Lubartowa, gdzie ukończył miejscowe liceum. Następnie ukończył stosunki międzynarodowe na Uniwersytecie Warszawskim. Karierę dziennikarską rozpoczął jeszcze podczas studiów w 2001, od pracy w Polskiej Agencji Prasowej. Od 2004 zajmuje się sportem zawodowo. Był dziennikarzem VIVA Futbol, a następnie Rzeczpospolitej, gdzie pracował m.in. jako zastępca kierownika działu sportowego. W latach 2005–2008 prowadził równocześnie w TVN magazyn Orange Ekstraklasa. Od 2013 pracował w serwisie Sport.pl. W latach 2018 - 2021 pełnił rolę redaktora naczelnego tego serwisu. W 2021 został szefem redakcji sportowej platformy Viaplay Polska
W 2014 zajął drugie miejsce w głosowaniu na Dziennikarza Roku w ramach nagrody Grand Press oraz otrzymał nagrodę MediaTory w kategorii ReformaTOR i wyróżnienie honorowe jury Nagroda im. Andrzeja Woyciechowskiego za wywiad z Justyną Kowalczyk, w którym zawodniczka ujawniła swoja walkę z depresją. W 2016 został nominowany, a w 2017 otrzymał Nagrodę im. Bohdana Tomaszewskiego. W 2018 otrzymał Nagrodę Biznesu Sportowego Demes w kategorii "Osobowość mediów".
Opublikował biografię Roberta Lewandowskiego Nienasycony (wyd. I - 2016, wyd. II - 2018).